# Pthirus pubis
Il pidocchio del pube (Pthirus pubis Linnaeus, 1758), volgarmente noto anche come piattola o  piattone per la sua forma schiacciata, è un insetto parassita dell'uomo.

## Morfologia e abitudini
Gli esemplari adulti sono grandi 2-3 mm. La forma del corpo è arrotondata, con sei zampe uncinate, testa ovaloide con due grandi antenne laterali e corpo munito di escrescenze pelose. Il colore è biancastro, quasi vetrificato. Sono state notate varianti cromatiche di "adattamento" alle varie etnie della specie umana (per esempio di colore marrone in Africa).
Dopo l'accoppiamento le femmine depongono giornalmente da 4 a 10 uova, dette lèndini, di forma allungata e colore biancastro. Le lendini sono attaccate ai peli dalla genitrice mediante la saliva che contiene composti cheratinici, pertanto la lendine è resistente sia all'acqua sia alle spazzole, ma non all'acido acetico diluito e caldo. Dalle lendini si formano, dopo tre cicli evolutivi della durata di una o due settimane, i parassiti adulti.

## Propagazione
Questi insetti si trasmettono per contatto diretto (in letti poco puliti, spogliatoi pubblici o durante rapporti sessuali) e colonizzano principalmente la zona genitale. In parassitosi intense si possono localizzare anche nei peli delle gambe, del petto e nel cavo ascellare.

## Clinica
L'unico sintomo riscontrabile dall'essere umano è il prurito, dovuto alla saliva anticoagulante iniettata durante il pasto e a piccole infezioni localizzate.
Inoltre, si possono osservare le feci del pidocchio come masserelle puntiformi color ruggine sulla cute o sugli indumenti intimi e talvolta anche piccolissime macchie di sangue color rosso scuro.
Raramente compaiono macchie o chiazze bluastre (macule cerulee) sull'addome o sul tronco, dovute all'azione del secreto salivare del parassita sul sangue dell'ospite.

## Ciclo vitale
Pthirus pubis attraversa tre stadi vitali:
- Lendine: si schiude dopo una settimana dalla deposizione.
- Ninfa: già simile all'adulto, è comunque più piccola. Si nutre già di sangue, molto avidamente. Prima di trasformarsi in insetto adulto, vive in questo stadio per una settimana.
- Adulto: la forma è simile a quella di un granchio (nei paesi anglosassoni è infatti chiamata crab) e vive per circa due settimane sull'ospite, nutrendosi e riproducendosi.

## Rimedi
Il rimedio più efficace è costituito da farmaci a base di permetrina e malathion, efficaci sia contro i parassiti adulti sia contro le lendini. Il trattamento va ripetuto ogni 7-10 giorni fino alla completa disinfestazione delle zone colpite, avendo cura di lavare ad alta temperatura (almeno 60 °C) tutti gli indumenti venuti a contatto con le zone colpite.
Solitamente rasare le zone colpite e quelle limitrofe favorisce la cura farmacologica, poiché diminuisce la possibilità dei pidocchi di spostarsi verso zone non trattate.